# Пициліджень
Пициліджень, Пициліджені (рум. Pâțâligeni) — село у повіті Нямц в Румунії. Входить до складу комуни Піпіріг.
Село розташоване на відстані 310 км на північ від Бухареста, 40 км на північний захід від П'ятра-Нямца, 114 км на захід від Ясс.

## Населення
За даними перепису населення 2002 року у селі проживали 843 особи, усі — румуни. Усі жителі села рідною мовою назвали румунську.